# اچ‌ام‌اس آنسون (۱۷۴۷)
اچ‌ام‌اس آنسون (۱۷۴۷) (به انگلیسی: HMS Anson (1747)) یک کشتی بود که طول آن ۱۵۰ فوت (۴۵٫۷ متر) بود. این کشتی در سال ۱۷۴۷ ساخته شد.